# Michel Menu
Pour les articles homonymes, voir Menu.
Michel Menu, né le 3 février 1916 à Secondigny (Deux-Sèvres), et mort le 2 mars 2015 à Versailles (Yvelines), est un résistant, ingénieur et auteur français. 
Figure majeure du scoutisme catholique en France, il est le fondateur des Raiders scouts et des Goums.

## Biographie

### Jeunesse et formation
Dans sa jeunesse, Michel Menu est proche du jésuite Paul Doncœur, personnalité catholique des débuts du scoutisme catholique en France. Il est très marqué par les exigences spirituelles du scoutisme et ce qu’elles peuvent apporter pour la reconstruction de la France.
Michel Menu est docteur en psychologie et en sciences politiques. Il possède également une licence de lettres.
En 1942, il épouse Madeleine Bressollette. Ils ont cinq enfants et quinze petits-enfants.

### Résistance
En 1940, Michel Menu est mobilisé en tant qu'aspirant et participe à la campagne de Belgique puis est fait prisonnier lors de la bataille de Dunkerque. Après trois tentatives d’évasion, il parvient à s’évader et rejoint la France dès le 31 décembre 1941. En lien avec les services de la France libre, il devient chef de service « évasion » ainsi que d’une imprimerie clandestine de faux papiers d'un réseau de la Résistance intérieure. Puis, réengagé après le débarquement des Alliés en Normandie au sein d'un unité de l'armée française, il se bat jusqu'en Alsace, en décembre 1944.

### Scoutisme

#### Les Raiders Scouts

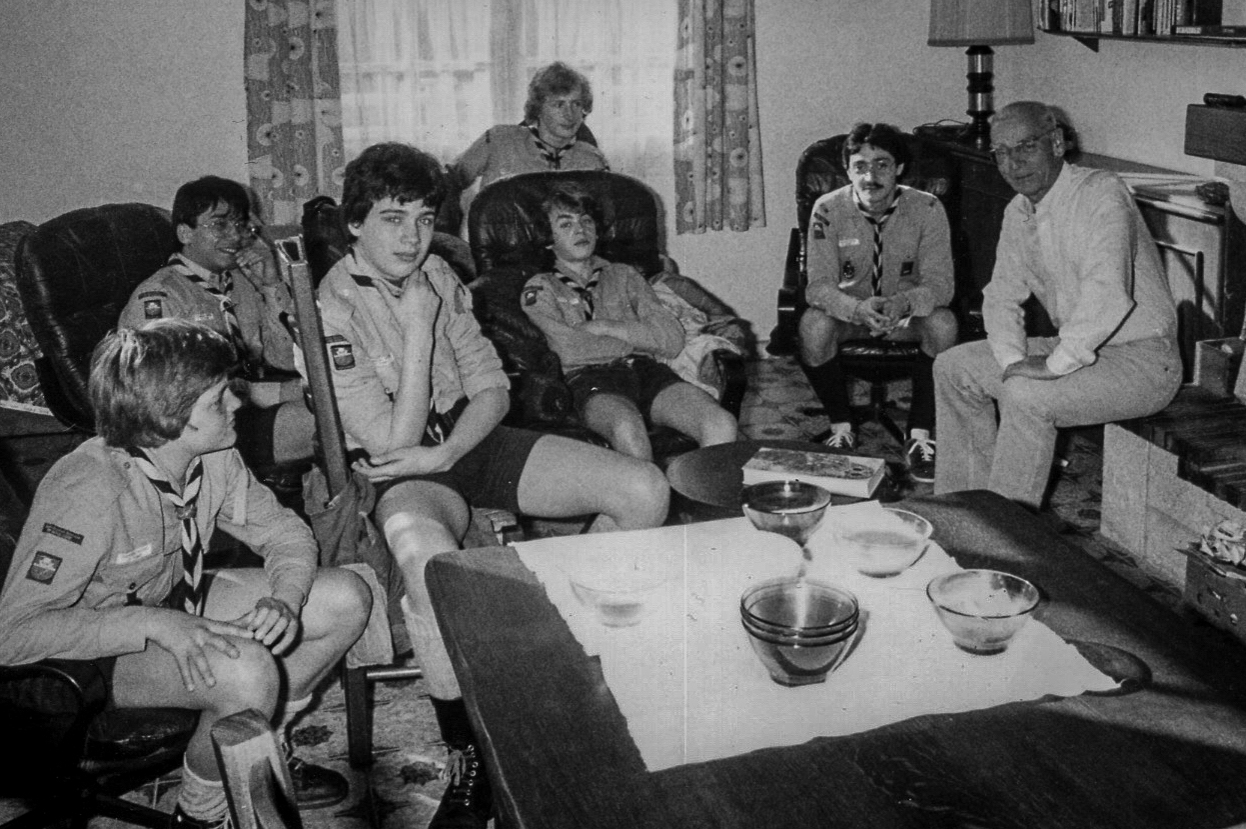
Michel Menu, à droite, en avril 1983.

En 1947, Michel Menu, nommé commissaire national de la branche « Éclaireurs » des Scouts de France, s’attache à rénover la pédagogie de cette branche du scoutisme destinée aux garçons de 12 à 17 ans qui est alors « en crise ». Il souhaite lui faire retrouver « l’esprit du scoutisme » tel que le concevait son fondateur, Robert Baden-Powell.
En janvier 1949 il crée les Raiders scouts, en s’inspirant des Eagle Scouts américains, qui selon lui, devaient contribuer, par leur dynamisme, leurs compétences et leur exemple, à élever le niveau spirituel et technique des troupes scoutes.
Il lance également les « patrouilles libres », qui se rendent dans des banlieues et villages isolés, auprès des pauvres. En 1956, il organise le Rallye raider de la banne d'Ordanche.
Les premières troupes à se lancer dans l’aventure sont : 27e Paris, 1re Saint-Cloud, 54e Paris, 83e Paris, 7e Neuilly, 29e Paris, et les premières investitures ont lieu à Paris le 8 juin 1949. 220 troupes Scouts de France auront atteint le niveau requis en 1953.

« Le Raider est pour une chevalerie de tous les temps de Bayard à Guillaumet, de Saint Louis à de Foucauld, de Roland à Wingate. »

— Michel Menu, Raiders Scouts.
Il rédige un appel aux futurs chefs scouts :

« Si tu veux être chef un jour,

Pense à ceux qui te seront confiés,

Si tu ralentis, ils s’arrêtent.

Si tu faiblis, ils flanchent.

Si tu t’assieds, ils se couchent.

Si tu critiques, ils démolissent.

Mais…

Si tu marches devant, ils te dépasseront.

Si tu donnes la main, ils donneront leur peau.

Et si tu pries, alors, ils seront des saints. »

— Michel Menu, Être chef, 1955.
À la suite d’un désaccord sur les orientations du mouvement, Michel Menu quitte les Scouts de France en 1956. Exerçant le métier d’ingénieur, il travaille en Afrique du Nord et au Moyen Orient.
Dans sa réunion du 11 janvier 2014, sur proposition de François Lebouteux  le conseil d'administration des Scouts et guides de France a nommé Michel Menu membre d'honneur de l'association, souhaitant à la fois lui témoigner la gratitude et marquer sa volonté de retisser les fils rompus.

#### Les Goums
En 1969, Michel Menu organise un premier raid dans le Vercors avec quelques Routiers-scouts. L’année suivante, il crée les Goums. Accompagnés par un prêtre, les marcheurs parcourent seuls les Grands Causses pendant huit jours, en observant un quasi jeûne. Ils se regroupent le soir au bivouac et dorment à la belle étoile. Depuis d’autres Goums sont organisés plusieurs fois par an en Israël, aux Philippines, ou encore en Argentine. La tenue des « Goums » est une djellaba que Michel Menu et ses compagnons portent au cours de ces raids.
Si le mot « Goum » est connu pour désigner, durant la colonisation, « un contingent de combattants recrutés par la population indigène », tels les goumiers marocains, le choix de cette appellation par Michel Menu tient plus à l'étymologie du mot lui-même. Le terme Goum en arabe signifierait « tribu nomade », petit groupe autonome, « indépendant ». Certains étymologistes y voient également une parenté avec le Talitha kum (« Jeune fille, lève-toi ! » Mc 5, 41) des Évangiles, avec la notion de « se lever », « se mettre en marche ». Ce mot exprime l’idée de résurrection et de liberté. 
Selon Michel Menu, les « Goums » répondent à « quatre besoins vitaux » qui sont « la dépense physique, le silence, le développement spirituel et le lien social ».
Réputé pour être « un chef doux, charismatique et exigeant », il effectue son dernier « Goum » de 150 km à l’âge de 87 ans et continue de se lever chaque matin pour marcher et entretenir sa santé jusqu’à l’âge de 94 ans.

### Mort
Michel Menu meurt le 2 mars 2015 à Versailles, à l’âge de 99 ans.
Il est enterré au cimetière de Secondigny dans les Deux-Sèvres avec son épouse.

## Distinctions
- Médaille de la Résistance française (1945)
- Croix de guerre 1939–1945, palme de bronze
- Médaille des évadés
- Croix du combattant volontaire de la Résistance
- Officier de la Légion d'honneur (1964)
- Commandeur de l'ordre national du Mérite (1999)

## Œuvres
- Larguez tout !, Presses d’Île de France, 1952
- Art et Technique du Scoutmestre, Delachaux et Niestlé, 1953
- Raiders-scouts, Presses d’Île de France, 1955
- Patrouilles libres, Presses d’Île de France, 1956
- Le C.P. et son gang, Presses d’Île de France, 1961
- Scoutisme et engagement, Nouvelles éditions latines, 1960
- Nos fils de 18 ans, Casterman, 1965
- avec Pierre Delsuc, Pierre de Montjamont et Henry Dhavernas, Bases fondamentales du scoutisme, 1967
- En marchant avec le Père Jean Rimaud, Loriou, 1972
- En marchant au pas des Goums dans le désert, Éditions Sédiac, 1980
- Crise de Dieu ou crise de l'homme : question posée aux jeunes, Beauchesne, 1980
- Les Mythes de la jeunesse, Delachaux et Niestlé, 1981
- Aventure vraie avec les Raiders-Scouts, Delachaux et Niestlé, 1989
- Dans le désert, au pas des Goums, Fayard, 1990
- Un Scoutisme de plein vent : conversations à bâtons rompus sur certains aspects de la méthode scoute, CLD, 1990
- Devenir scout, une aventure ! : comment devenir un scout dans une Europe en marche, Scouteuropresse, 1991
- Repères : rappel des buts, méthodes et moyens développés dans nos raids Goums, CLD, 1998
- Les Goums ? : une expérience de liberté !, CLD, 1998
- Percée scolaire des 12-17 ans : les parents jouent un rôle décisif, CLD, 2000